# Tullio Grimaldi
Tullio Grimaldi (Napoli, 18 febbraio 1933) è un politico e magistrato italiano.

## Biografia
Laureato in Giurisprudenza, è stato docente universitario e poi magistrato a Napoli e poi a Roma, presso la Corte di Cassazione.
Già esponente del PCI, dopo la svolta della Bolognina aderisce a Rifondazione Comunista. Alle elezioni politiche del 1994 viene eletto alla Camera dei deputati con i Progressisti nel collegio uninominale di Marano di Napoli. Conferma poi il seggio a Montecitorio anche dopo le elezioni del 1996, nel collegio uninominale di Pozzuoli. 
Dopo la caduta del Governo Prodi I, nell'ottobre 1998 segue Armando Cossutta e Oliviero Diliberto nella scissione che dà vita al Partito dei Comunisti Italiani, di cui diventa il primo capogruppo alla Camera, restando in carica fino al termine della Legislatura nel 2001. 
È stato autore di vari saggi e pubblicazioni di carattere giuridico. Nel 2012 pubblica il romando Compagno giudice.